# Slovenská skala
Slovenská skala (622 m n.p.m.) – szczyt wznoszący się w miejscowości Jelšava na Słowacji. Znajduje się na zachodnim krańcu Krasu Słowackiego i jest najwyższym wzniesieniem płaskowyżu Jelšavský kras. Stoki zachodnie opadają do doliny rzeki Muráň, północne do doliny Lovnickiego Potoku (Lovnický potok), południowe kończą się wzniesieniem Stráň (513 m). W kierunku wschodnim ciągnie się płaskowyż Jelšavský kras będący jednym z kilku płaskowyży Krasu Słowackiego.
Slovenská skala jest całkowicie porośnięta lasem. Przez jej szczyt i grzbiet biegnie granica obszaru ochronnego Parku Narodowego Kras Słowacki. Należy do niego wschodnia część stoków.